# Cratere Bose
Bose è un cratere lunare di 92,55 km situato nella parte sud-orientale della faccia nascosta della Luna.
Il cratere è dedicato al fisico indiano Jagadish Chandra Bose.

## Crateri correlati
Alcuni crateri minori situati in prossimità di Bose sono convenzionalmente identificati, sulle mappe lunari, attraverso una lettera associata al nome.
| Bose | Coordinate             | Diametro (in km) |
| ---- | ---------------------- | ---------------- |
| A    | 49°39′36″S 167°27′00″W | 30,84            |
| D    | 53°07′48″S 166°55′12″W | 19,59            |
| U    | 53°07′12″S 176°03′00″W | 40               |